# Bohouš (film)
Bohouš je televizní film režiséra Petra Schulhoffa natočený v roce 1968 v Československé televizi Praha, ve filmových ateliérech Barrandov. V hlavních rolích Jiří Sovák a Vladimír Menšík. Role psa se zhostil bernardýn Baldur.

## Obsah
Odpovědný vedoucí a hostinský horské chaty Na Vidrholci Alois Randa (Jiří Sovák) má bernardýna Bohouše, který je nenasytný a který mu kdysi zachránil život před umrznutím. Společně s Randou je zde zaměstnána servírka, pokojská a možná budoucí žena Miluše Metelková (Zdena Hadrbolcová), která ovšem Bohouše v lásce nemá. Metelková na chatu nastoupila na základě Randova seznamovacího inzerátu, ale byla záhy velmi rozčarována, zejména díky podmínkám na chatě a nesplnění slibu manželství. Metelková chatu i Randu opouští právě ve chvíli, kdy do horské chaty přichází pan Humhej (Vladimír Menšík), který se chce najíst. Mezi Randou a Humhejem dochází posléze k sázce, kdo toho více sní. Zda host Humhej anebo bernardýn Bohouš. Zpočátku sázka vypadá vyhraně ve prospěch Bohouše, ale nakonec pes prohrává, odmítá pozřít chléb. V konci se paní Metelková vrací s domněním, že se hoteliér Randa kvůli jejich rozchodu chtěl zabít. Humhej má na konci příběhu opět hlad.

## Postavy
- Alois Randa (hraje Jiří Sovák) – hoteliér, vedoucí a hostinský v jedné osobě. Provozuje horskou chatu I. cenové skupiny a má psa Bohouše
- Humhej (hraje Vladimír Menšík) – hladový turista, který je schopen sníst jídelní lístek od shora dolů
- Miluše Metelková (hraje Zdena Hadrbolcová) – servírka, pokojská a děvečka pro všechno, která je nespokojena a odchází
- Bernardýn Bohouš – bernardýn, kterého nelze zasytit a který nejí chléb

"Osamělý inteligent, 42, 181, prac. v pohostinství, vedoucí horské chaty v čarokrás. krajině, hledá nevšední brunetku do pětatřiceti katol., delší praxe v pohostinství podmín., pozdější sňatek není vylouč. Značka: porozumění, bloudění přírodou, samota ve dvou."
Znění inzerátu Aloise Randy

## Zajímavosti
- Aby pes nepozřel na konci chléb, krajíc napustili benzínem.[1]
- V roce 1975 František Filip natočil televizní komedii Bohoušův syn, která je volným pokračováním Bohouše. V hlavních rolích Vladimír Menšík a Miloš Kopecký.[2]